# ستيف قاولد
ستيف قاولد هو لاعب كرلنغ كندي، ولد في 6 أكتوبر 1972 في وينيبيغ في كندا.

## وصلات خارجية
- ستيف قاولد على موقع الاتحاد الدولي للكرلنغ (الإنجليزية)